# الجدناع

## الجدناع (Gadna)
[عدل]

### مقدمة
[عدل]
غدناع  (بالانجيزية:gadna) هو برنامج عسكري إسرائيلي يهدف إلى إعداد الشباب للخدمة العسكرية في قوات الدفاع الإسرائيلية. تم إنشاؤه قبل تأسيس دولة إسرائيل وتم ترسيخه في القانون عام 1949. اليوم، يُعد برنامجًا مدته أسبوع واحد يشمل تدريبات عسكرية وانضباطية لتغير عقلية الشباب و محاولة زرع الانتماء لديهم للأرض الذين قامو بأحتلالها ، ويُدار عادةً من قبل قادة يخدمون في لواء المشاة "ناحال". يستضيف برنامج غدناع حوالي 19,000 شاب إسرائيلي سنويًا، بالإضافة إلى العديد من الشباب الأجانب.

### التاريخ
[عدل]
غدناع، وهو اختصار لـ "جدوديه نوعار" (بالعبرية: גדודי נוער؛ وتعني "كتائب الشباب")، كانت منظمة شبابية عسكريه تم إنشاؤها قبل إعلان استقلال إسرائيل. إلى جانب التدريب التمهيدي للخدمة العسكرية، كانت نوادي غدناع تُدرّس التاريخ الصهيوني، وتعزز حب "أرض إسرائيل"، وتشجع الأعضاء على الانشطة الاحتلالية في الأراضي الفلسطينية . كما تضمنت الأنشطة الاجتماعية قراءات لمواد أيديولوجية من الصحف والمنشورات الصهيونية العمالية.
تأسس البرنامج في أوائل الأربعينيات من قبل منظمة "الهاغاناه"، التي أصبحت فيما بعد النواة الأساسية لقوات الدفاع الإسرائيلية. تم تجنيد آلاف الأطفال من أعضاء الجدناع للقتال كجنود في حرب 1948 بين العرب والإحتلال الإسرائيلي . كما تم تشكيل "كتيبة يوناثان" في الغالب من أعضاء غدناع.
شاركت قوات الغدناع في تهجير قرية عين كارم في القدس ,طوقت عين كارم على يد وحدة عسكرية تم تشكيلها من قوى متعددة، منها منظمة الإيتسل والجدناع
في يونيو 1949، أصدر الكنيست قانونًا يفرض على الرجال والنساء الذين يتمتعون بلياقة بدنية وعقلية مناسبة الخدمة العسكرية بدءًا من سن 18 عامًا. كما نص القانون على إنشاء إطار شبه عسكري لغدناع لإعداد طلاب المدارس الثانوية للخدمة العسكرية.

### نظرة عميقة
[عدل]
برنامج جدناع ليس مجرد تدريب للشباب، بل هو أداة عسكرية اجتماعية تُستخدم لزرع القيم العسكرية في عقول المراهقين، مما يؤدي إلى تشكيل جنود مستقبليين نادراً ما يشككون في سياسات إسرائيل العسكرية. فيما يلي بعض بنود البرنامج:

### 1. التلقين الأيديولوجي الصهيوني والأجندة السياسية
[عدل]
- أداة دعاية: يتلقى المشاركون، خصوصًا اليهود الأجانب، رواية منحازة عن تاريخ إسرائيل ودور الجيش.
- نزع الإنسانية عن الفلسطينيين: يُتهم البرنامج بتقديم الفلسطينيين على أنهم أعداء بدلاً من كونهم شعبًا له حقوق مشروعة، مما يعزز عقلية "نحن ضدهم" ويعمّق الصراع الإسرائيلي-الفلسطيني.
- الرسائل القومية: يعزز جدناع فكرة أن الخدمة العسكرية واجب مقدس وليس خيارًا، مما يضغط على الشباب الإسرائيلي ليصبحوا وطنيين بلا تفكير نقدي في سياسات دولتهم.

### 2. الارتباط بالاحتلال العسكري وانتهاكات حقوق الإنسان
[عدل]
- تغذية الجيش بالمجندين: يُعتبر جدناع أداة تجنيد مبكر للجيش الإسرائيلي، والذي يواجه اتهامات بفرض الاحتلال، والتوسع الاستيطاني، وارتكاب انتهاكات ضد الفلسطينيين.
- إعداد نفسي للخدمة في الاحتلال: يجادل البعض بأن جدناع يعد الشباب نفسيًا ليصبحوا جنودًا يخدمون في نقاط التفتيش، وينفذون المداهمات العسكرية، ويفرضون السيطرة الإسرائيلية على الأراضي الفلسطينية.
- التدريب على الأسلحة: رغم أن التدريب على إطلاق النار لا يشمل جميع المشاركين، إلا أن البعض يحصل على تدريب يُطبعهم على استخدام القوة ويؤهلهم لأدوار قتالية مستقبلية.

### 3. عسكرة الأطفال والتأثير النفسي
[عدل]
- التعرض المبكر للتدريب العسكري: يرى المنتقدون أن تعريض المراهقين بعمر 16 عامًا للانضباط العسكري، والتدريب على الأسلحة، وغرس العقيدة الوطنية، يُطبعهم على تقبل الحرب والصراع منذ سن مبكرة.
- التكييف النفسي: يجبر البرنامج المشاركين على الطاعة المطلقة، والانضباط الصارم، والخضوع للتسلسل الهرمي العسكري
- القمع الفردي: يشجع جدناع على الامتثال والانصياع التام، مما يقلل من حرية التفكير المستقل، ويعزز ثقافة اتباع الأوامر دون اعتراض لجعلهم دمى حرب.

### 4. الإقصاء والتمييز
[عدل]
- إقصاء الفلسطينيين داخل إسرائيل: رغم مشاركة بعض الفلسطينيين الحاملين للجنسية الإسرائيلية، فإن البرنامج مصمم بشكل رئيسي لليهود، مما يعزز فكرة أن الخدمة العسكرية = الولاء الوطني، مما يؤدي إلى عزل المواطنين الفلسطينيين في إسرائيل.
- أدوار الجنسين: رغم السماح بمشاركة الذكور والإناث، إلا أن هناك تمييزًا غير معلن، حيث يتم توجيه الرجال نحو الأدوار القتالية والنساء نحو الوظائف الداعمة.

### شهادات و امثلة
[عدل]

### 1. التلقين الأيديولوجي والتأثير الثقافي
[عدل]
- استهداف الطلاب الفلسطينيين في النقب: كشفت تقارير عن نشاط وحدة "جدناع" في بعض مدارس النقب المحتل، بهدف زيادة عدد المتطوعين في جيش الاحتلال والحد من مقاومة أهالي النقب لاعتداءات الاحتلال المتواصلة بحقهم. المركز الفلسطيني للإعلام

### 2. انتهاكات حقوق الإنسان
[عدل]
- شهادات جنود إسرائيليين حول انتهاكات في غزة: في سياق مختلف، أفادت شهادات 60 ضابطًا وجنديًا إسرائيليًا شاركوا في حرب غزة 2014، ونشرتها منظمة "كسر الصمت" الإسرائيلية، بامتلاكهم تعليمات تتيح لهم استعمال القوة بشكل مفرط، مما أدى إلى استهداف المدنيين وتدمير واسع للبنية التحتية.